# Coniopteryx unguicaudata
Coniopteryx unguicaudata är en insektsart som beskrevs av György Sziráki och Greve 1996. Coniopteryx unguicaudata ingår i släktet Coniopteryx och familjen vaxsländor. Inga underarter finns listade i Catalogue of Life.